# カリマーテ
カリマーテ（イタリア語: Carimate）は、イタリア共和国ロンバルディア州コモ県にある、人口約4,400人の基礎自治体（コムーネ）。

## 地理

### 位置・広がり
コモ県南部のコムーネ。県都コモから南へ12km、モンツァから北西へ18km、州都ミラノから北北西へ27kmの距離にある。

#### 隣接コムーネ
隣接するコムーネは以下の通り。MBはモンツァ・エ・ブリアンツァ県所属。
- カントゥ - 北
- フィジーノ・セレンツァ - 北東
- ノヴェドラーテ - 南東
- レンターテ・スル・セーヴェゾ (MB) - 南
- チェルメナーテ - 西

### 地形・地勢
- 河川：セーヴェゾ川 (it:Seveso (fiume)) 、セレンツァ川 (it:Serenza)

### 地震分類
イタリアの地震リスク階級 (it) では、4 に分類される
。

## 行政

### 分離集落
カリマーテには、以下の分離集落（フラツィオーネ）がある。
- Cascina Valle, Stazione di Carimate, Montesolaro

## 交通

### 鉄道
- ミラノ＝キアッソ線 (it:Ferrovia Milano-Chiasso) 
  - カリマーテ駅 (it:Stazione di Carimate)